# حياتي (ألبوم)
حياتي هو البوم للفنانة السورية أصالة نصري، تم إصداره عام 2006.

## قائمة الأغاني
| #  | عنوان                               | تأليف           | تلحين، توزيع              | المدة |
| -- | ----------------------------------- | --------------- | ------------------------- | ----- |
| 1. | "أكثر" (باللهجة المصرية)            | محمد رفاعي      | تامر علي، تميم            | 4:11  |
| 2. | "أنا مش صعب عليك" (باللهجة المصرية) | محمد رفاعي      | تامر علي، تميم            | 4:47  |
| 3. | "أرد ليه" (باللهجة المصرية)         | ربيع السيوفي    | عمرو مصطفى، عادل حقي      | 3:51  |
| 4. | "علمتني" (باللهجة اللبنانية)        | مروان خوري      | مروان خوري، هادي شرارة    | 3:42  |
| 5. | "حياتي" (باللهجة المصرية)           | عاصم حسين       | خالد البكري، عادل حقي     | 3:45  |
| 6. | "وحنا سوا" (باللهجة المصرية)        | وسام صبري       | منير الجزائري، محمد عرام  | 4:47  |
| 7. | "بين إيديك" (باللهجة المصرية)       | أحمد علي موسى   | رامي صبري، طارق توكل      | 4:24  |
| 8. | "نسيني بيك" (باللهجة المصرية)       | عاصم حسين       | خالد البكري، تميم         | 4:43  |
| 9. | "والله ما تحدي" (باللهجة المصرية)   | هاني عبد الكريم | وليد سعد، كريم عبد الوهاب | 4:29  |

## قـائمة الأغاني المصورة
| اسم الأغنية | إخراج        |
| ----------- | ------------ |
| أكثر        | طارق العريان |
| أرد ليه     | طارق العريان |
| بين إيديك   | طارق العريان |
| حياتي       | طارق العريان |